# Accompagnateur en moyenne montagne en France

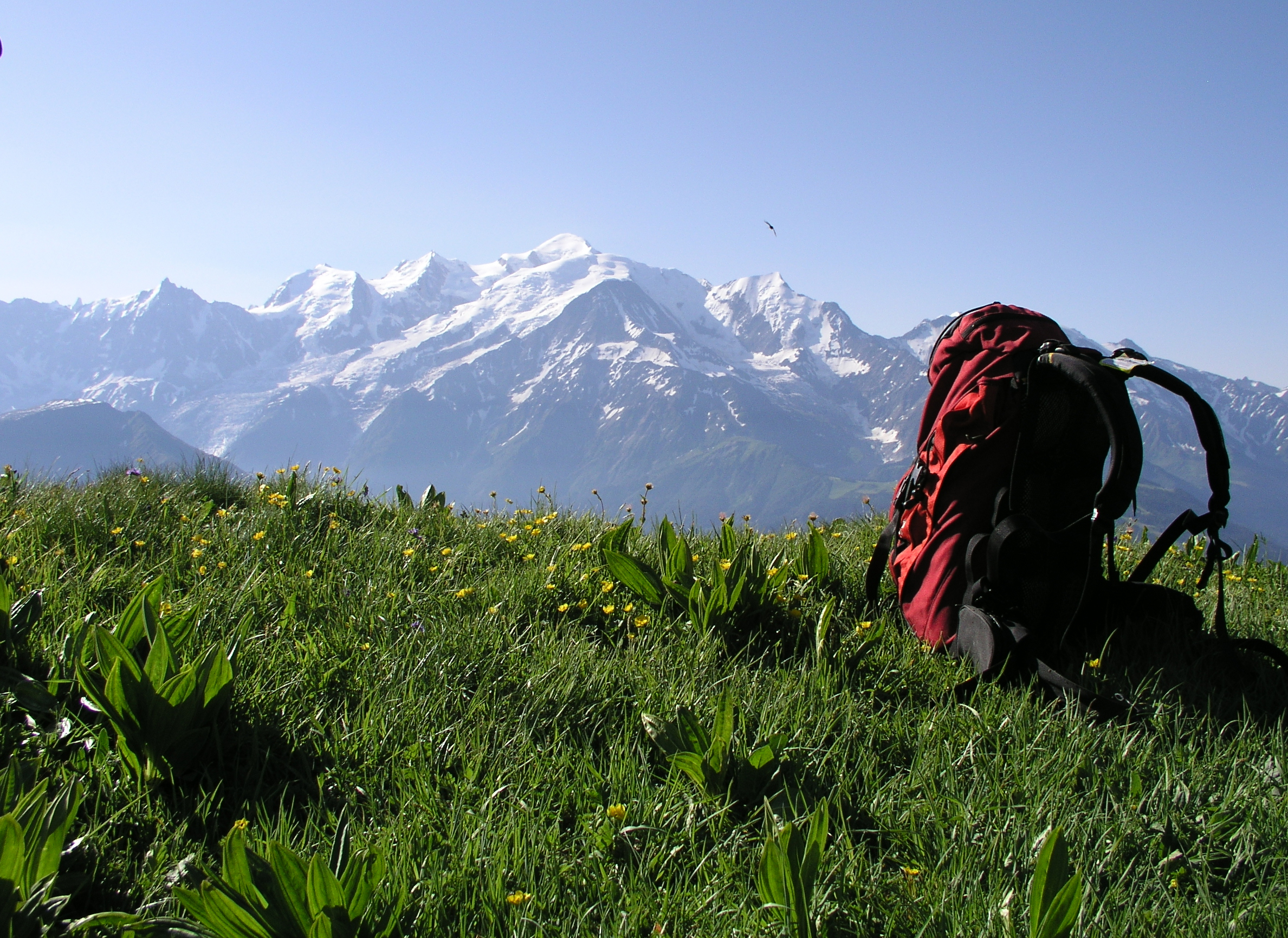
Vue du mont Blanc depuis le désert de Platé à Passy (Haute-Savoie).

Pour les articles homonymes, voir AMM et Accompagnateur.
L'accompagnateur en moyenne montagne (sigle officiel AMM, sigle courant et syndical AeM) est, en France, un professionnel diplômé d’État qui conduit, contre rémunération, une ou plusieurs personnes en montagne.
À la différence du guide de haute montagne, l'accompagnateur en montagne évolue sans recourir aux techniques et aux outils propres à l'alpinisme. Son domaine d'intervention est la découverte de la montagne avec différents supports de progression. L'accompagnateur en montagne est un naturaliste généraliste et fait avant tout découvrir les milieux montagnards naturels, patrimoniaux et humains.

## Histoire
« Accompagnateur en moyenne montagne » est une profession fondée en 1976 (décret de Pierre Mazeaud, secrétaire d'État à la jeunesse et aux sports) dans la filière du Brevet d'État de l'alpinisme comme métier complémentaire à celui de guide de haute montagne pour répondre aux attentes d'une nouvelle clientèle en quête de découverte du milieu montagnard.
Les premiers accompagnateurs en moyenne montagne sont des montagnards en recherche de bi-activité. On y trouve des gardiens de refuge, des agriculteurs de montagne et des néo-montagnards qui viennent s'installer dans les villages de montagne lors de la grande vague du « retour aux sources » de la fin des années 1960.
Quelques individualités, issues du tourisme social, des réseaux religieux liés à l'Église réformée, des dispositifs d'accueil des jeunes durant la Seconde Guerre mondiale, organisent le réseau embryonnaire des accompagnateurs en moyenne montagne avec quelques communes de montagne, les premiers offices de tourisme et des institutions telles que le CRET (Briançon) ou l'AFRAT (Autrans).
Cette profession auto-proclamée à la fin des années 1960 n'existe, dans un premier temps, que par l'accord implicite des guides de haute montagne (profession fondée en 1828 avec la compagnie des guides de Chamonix et codifiée par l'État en 1947).
Des relations personnelles particulières entre Jacques Cadier, fondateur de l'UNAM (Union nationale des accompagnateurs en montagne) et Paul Keller, président du SNGM (Syndicat national des guides de montagne) permettent la prise en compte de cette nouvelle profession naissante par le Comité consultatif du ski et de l'alpinisme de l'ENSA (École nationale de ski et d'alpinisme) en 1972.
La Fédération française de la montagne (FFM), ancêtre de l'actuelle FFME (Fédération française de la montagne et de l'escalade), délégataire de l'alpinisme, avait énoncé le besoin de création de cette nouvelle profession dès 1968 par la voix de son président, Lucien Devies.
La genèse de la nouvelle profession s'inscrit également dans une logique de pluri-qualification des gens de montagne pour participer au maintien au pays des jeunes générations tentées par l'exode urbain.
Sur recommandation de la Commission consultative du ski et de l'alpinisme, le gouvernement, sous l'impulsion de Pierre Mazeaud, codifie la profession et l'installe dans la filière du brevet d'État de l'alpinisme en 1976 sous l'intitulé « accompagnateur en moyenne montagne ». Le premier examen probatoire, validant l'entrée dans le cursus de formation se déroulera en 1978 et la première promotion donnera lieu à la délivrance de nombreuses « autorisations d'exercice » pour les accompagnateurs en montagne formés par l'UNAM, le CRET, l'AFRAT, certaines directions départementales de la Jeunesse et des Sports (Savoie, Haute-Savoie, Hautes-Pyrénées…) entre 1971 et 1977.
En 2009, le Centre national de ski nordique et de moyenne montagne (CNSNMM) est intégré à l'ENSA et, en 2010, ces deux organismes (ENSA et CNSNMM) sont regroupés sous l'École nationale des sports de montagne (ENSM).
En 2010, le diplôme d’État d'alpinisme - accompagnateur en moyenne montagne est créé. Il signe la fin du brevet d’État historique en permettant la reconnaissance d'un plus haut niveau de qualification (le diplôme d’État est inscrit au niveau III au RNCP, contre un niveau IV pour le brevet d’État). Le cursus est modifié, ainsi que l'examen probatoire. La formulation des prérogatives s'en trouve légèrement modifiée, notamment en ce qui concerne l'encadrement de la raquette à neige.
Le 9 mars 2020, paraît un arrêté fixant la liste des certifications antérieurement inscrites à l'annexe II-1 de l'article A. 212-1 du code du sport permettant l'encadrement des activités physiques ou sportives contre rémunération et modifiant le code du sport. Celui-ci fait l'objet d'un recours gracieux, intenté par le Syndicat national des accompagnateurs en montagne, demande soutenue par une large majorité des accompagnateurs en exercice.
Le CNSNMM encadre la formation au diplôme d’État d'alpinisme-accompagnateur en moyenne montagne et met à disposition les documents relatifs à la sélection des candidats.

## La réalité du métier
Les accompagnateurs en montagne sont des organisateurs et des animateurs de randonnées pédestres. L'activité professionnelle recouvre trois fonctions spécifiques complémentaires : 
- la fonction de guidage et de gestion de la sécurité des clients représentent une obligation de moyens ;
- l'action de « transmission des techniques propres aux activités » est également importante et sous-jacente dans l'ensemble de leurs activités (amélioration des capacités physiques et techniques des clients) ;
- l'action de médiation pour la découverte du milieu montagnard sous tous ses aspects (aspects naturalistes, aspects patrimoniaux, aspects humains). Médiation et interprétation ont pour objet la découverte, la compréhension et l'appropriation du milieu montagnard par les différents publics encadrés.

Pour exercer cette action de médiation, les accompagnateurs en montagne ont le choix entre plusieurs supports : la randonnée pédestre, la raquette à neige et, pour certains professionnels, les animaux de bât, le VTT (qualification complémentaire) ou le canyoning (AQA unique à ce jour délivrée en 1995).
La randonnée en montagne est une activité placée en environnement spécifique en tant que discipline associée à l'alpinisme. La raquette à neige est également une activité placée en environnement spécifique en tant que discipline associée au ski. L'encadrement contre rémunération de ces activités réglementées doit répondre aux exigences de la loi de 1984 modifiée en 2000 (loi cadre sur le sport) : « Seuls peuvent, contre rémunération, enseigner, animer ou encadrer une activité physique ou sportive ou entraîner ses pratiquants, à titre d'occupation principale ou secondaire, de façon habituelle, saisonnière ou occasionnelle [...] les titulaires d'un diplôme, titre à finalité professionnelle ou certificat de qualification ».
« Interprétateurs » du milieu montagnard, les accompagnateurs en montagne s'adressent à un très vaste public : les individuels et les familles, les publics organisés et réglementés (scolaires, centres de vacances et de loisirs), les groupes constitués (associations, comités d'entreprise).
À 85 % implantés dans de petites communes de montagne, les accompagnateurs en montagne sont généralement assez actifs au sein des institutions touristiques de territoire (offices de tourisme, communes et communautés de communes) et représentent une force de proposition pour une montagne vivante tout au long de l'année.

## Sélection et formation des professionnels au diplôme d'État

### La sélection
L'inscription à l'examen probatoire est conditionnée à la fourniture d'une liste de trente randonnées effectuées en groupe ou en solitaire dans différents massifs par le candidat, renseignée sur un formulaire normalisé mis en ligne par l’ENSM sur le site internet du Centre national de ski nordique et de moyenne montagne. Ces randonnées sont effectuées dans un cadre correspondant aux prérogatives d’exercice professionnel de l’accompagnateur en moyenne montagne. Elles se répartissent comme suit :
- 10 randonnées en moyenne montagne d'un dénivelé positif cumulé supérieur à 1 000 m, effectuées sur le territoire français et dans plusieurs massifs, l'une de ces randonnées consistant en une randonnée itinérante d'une durée minimale de 5 jours (dont le dénivelé positif total cumulé doit être supérieur à 1 000 m) ;
- 10 randonnées effectuées dans plusieurs massifs figurant sur une liste type mise en ligne sur le site internet du CNSNMM[5] ;
- 10 randonnées en moyenne montagne correspondant à l'unité de formation (UF) optionnelle « milieu montagnard enneigé » ou « milieu montagnard tropical ou équatorial ».

### L'examen probatoire
Cet examen probatoire, permettant l'accès à la formation en cas de réussite, est composé de deux épreuves (chaque candidat ne peut se présenter que deux fois par an) :
- épreuve (éliminatoire) de marche et d'orientation en terrain varié, équipé d'un sac à dos dont le poids permanent minimum est de 10 kg pour les hommes et 7 kg pour les femmes, en totale autonomie et pour tout ou partie hors sentier (50 %  minimum). Le parcours a une longueur comprise entre 15 et 20 kilomètres. Il comprend un dénivelé positif cumulé compris entre 1 250 et 1 500 m pour le choix d'itinéraire optimal. Le taux de réussite à cette épreuve est de 35 %[7] ;
- épreuve de connaissances (pour les personnes ayant validé la première épreuve) : questionnaire portant sur l'environnement montagnard naturel et humain, et l'expérience de la vie en montagne.

### La formation
Elle est composée de 5 unités de formation (UF), de deux périodes d'observation (milieu non enneigé, puis en milieu enneigé, tropical ou équatorial) ainsi que d'un stage en situation professionnelle avec prérogatives limitées et progressives. L'ensemble de la formation se déroule sur 5 ans maximum à partir de l'obtention de l'examen probatoire. UF 1 : fondamentaux techniques et pédagogiques ; UF 2 : milieu montagnard et progression pédagogique ; UF 3 : milieu montagnard enneigé ou milieu montagnard tropical et équatorial ; UF 4 : adaptation à l'effort, perfectionnement technique et entraînement ; UF 5 : environnement professionnel et encadrement de tout type de public, dont les publics scolaires et les publics en situation de handicap.

### L'examen final
Organisé à l'issue de la formation et des périodes de stage en situation, l'examen final comporte deux épreuves :
- soutenance du rapport sur l'expérience de la formation (stages d'observation, stage en situation, unités de formation) devant jury ;
- oral de synthèse portant sur l'environnement montagnard.

## Statut des professionnels
Les accompagnateurs en montagne sont des éducateurs sportifs et enseignants titulaires d'une carte professionnelle délivrée par l'administration de la Jeunesse et des Sports. Les accompagnateurs en montagne sont à 80 % des travailleurs indépendants regroupés ou non en structures de type « bureaux montagne » (elles-mêmes sous statuts divers : syndicat local L1884, association L1901, GIE…) et à 20 % des salariés (structures d'hébergement, offices de tourisme, agences de voyages…)
Les travailleurs indépendants sont déclarés auprès de l'URSSAF et titulaires d'un numéro de SIRET ; ils cotisent à la sécurité sociale des travailleurs indépendants (RSI) et à une caisse de retraite (CIPAV).
La quasi-totalité des accompagnateurs en montagne est titulaire d'un agrément de l'Inspection académique de leur département de déclaration professionnelle et peuvent, à ce titre, encadrer des publics scolaires.
Près de 400 accompagnateurs en montagne sont titulaires d'une habilitation tourisme les autorisant à proposer des activités en mode tout compris en zone Europe. L'habilitation tourisme ne permet toutefois pas d'inclure le transport aérien dans la prestation.

## Nombre de professionnels
En 2020, le nombre de professionnels en situation d'exercice est estimé à environ 5 000. Depuis la création de la certification en 1976, près de 12 000 professionnels ont été diplômés.
Cette différence entre le nombre total de diplômés et le nombre estimé de professionnels en exercice s'explique par :
- le départ à la retraite des premiers diplômés ;
- le fait que pour nombre de titulaires du BE ou du DE AMM, cette certification s'inscrivait dans une étape de la vie professionnelle (soit une recherche d'une autre certification devenue aujourd'hui base de l'exercice professionnel : moniteur de ski ou guide de haute montagne), soit comme une simple composante, à un moment donné, d'une réelle pluri-activité (hébergeur de montagne) ;
- la certification du BE AMM qui a permis à nombre de ses titulaires d'évoluer vers des fonctions d'expertise ou d'administration de territoire montagnard (offices de tourisme, espaces naturels, etc.) ;
- une certaine difficulté économique à vivre du métier à l'année (moindre depuis l'accès à la prérogative hivernale en raquettes à neige mais toujours réelle du fait des aléas météorologiques inhérents aux activités de pleine nature et du fait des profondes modifications sociologiques de la fréquentation de la montagne estivale)[réf. nécessaire].

## Prérogatives
Définition issue des textes réglementaires:
Le diplôme d’État d’accompagnateur en moyenne montagne atteste des compétences pour encadrer, conduire, animer, enseigner, entraîner en sécurité tout public en randonnée pédestre et activités assimilées en moyenne montagne ainsi qu'en terrain enneigé sur des reliefs vallonnés excluant tout accident de terrain important. À ces prérogatives s'ajoutent une option pour encadrer :
- soit la pratique de la raquette à neige ;
- soit pour exercer dans les régions à climat tropical ou équatorial en périodes de fortes précipitations.

Depuis 2002, un recyclage portant sur la sécurité, les nouvelles technologies, le secourisme, la règlementation est obligatoire tous les 6 ans. Organisé par l'ENSM, il a été confié pour la période 2002-2008 et 2008-2014 au centre de formation des accompagnateurs en montagne (maison des parcs et de la montagne à Chambéry).
Depuis le 1er janvier 2019 toutes les sessions de recyclage AMM sont organisées directement par l'ENSM, via le Centre national de ski nordique et moyenne montagne de Prémanon. Le CFAM n'a donc plus l'attribution de la formation continue depuis cette date.
Ces définitions basées sur les textes réglementaires en vigueur ne correspondent pas totalement à la réalité des pratiques professionnelles.
« Espace rural montagnard » n'induit pas de limitation d'évolution au regard de l'altitude.
Les sommets alpins et pyrénéens au-dessus de 3 000 mètres sont dans les prérogatives des AeM dès lors que les techniques de franchissement de l'alpinisme n'ont pas à être employées. De même, sous certaines latitudes, des altitudes largement supérieures à 4 000 mètres peuvent être fréquentées par les AeM dès lors que leur expérience professionnelle est suffisante pour gérer le paramètre d'altitude auprès de leurs clients (en particulier, le mal aigu des montagnes).

## Déontologie professionnelle
Les accompagnateurs en montagne sont tenus de respecter le code de recommandations déontologiques de la profession.
Les accompagnateurs en montagne membres du SNAM respectent les engagements suivants : 
- réglementation de l'encadrement (principalement pour les jeunes publics en classes scolaires de découverte et en centre de vacances et de loisirs) ;
- prise en compte de la fragilité du milieu naturel traversé lors des activités de pleine nature, participer à l'éducation pour l'environnement du plus grand nombre ;
- organisation de sorties comportant un nombre limité de participants (« groupes de taille conviviale ») afin de répondre aux attentes de chacun et de permettre l'adaptation des produits de randonnée et des activités aux niveaux physiques, techniques et psychologiques des participants ;
- comportement confraternel avec les collègues et les autres opérateurs des sports et loisirs de montagne, implication dans les réseaux locaux de développement du tourisme montagnard.

## Organisation de la profession et représentation
Depuis 1979, le Syndicat national des accompagnateurs en montagne (SNAM) représente la profession auprès des pouvoirs publics et siège à la Section permanente de l'alpinisme du Conseil supérieur des sports de montagne.
En 2013, un second syndicat voit le jour : l'Union Nationale des Accompagnateurs en Montagne (UNAM). Cette organisation sera reconnue organisation représentative de la profession dès l'année 2018, et participera dès lors aux jurys des différentes sessions d'examen du cursus. Toutefois, une seule organisation étant habilitée à siéger en section permanente de l'alpinisme au sein du CSSM, l'UNAM se voit contrainte d'utiliser d'autres moyens d'action pour participer à l'évolution du diplôme et des conditions de pratique.
Un troisième syndicat national regroupe également des accompagnateurs en montagne : le Syndicat Interprofessionnel de la Montagne (SIM), créé en 2003. Les accompagnateurs y sont regroupés avec d'autres professionnels (moniteurs de ski, guides de haute montagne, moniteurs de canyonisme, de vol libre, etc.).
Au niveau international, la profession est représentée par l'Union of International Mountain Leaders Associations (UIMLA), fondée en 2004 et qui regroupe les organisations professionnelles nationales de 8 pays (en 2008) : France, Espagne, Andorre, Suisse, Grande-Bretagne, Belgique et Pologne. UIMLA a principalement en charge le dossier de la reconnaissance mutuelle des certifications sur la base du référentiel admis en 1992, sous l'égide de l'ENSA connu sous le nom de « plateforme communautaire des accompagnateurs en montagne ».
En novembre 2008, le processus d'élargissement de UIMLA prendra en compte de nouvelles organisations représentatives (Pays-Bas, Macédoine, République slovaque, République tchèque et Italie).
Au niveau des territoires montagnards, les accompagnateurs en montagne sont généralement regroupés en réseaux aux dénominations variables : « bureau montagne », « maison de la montagne », « bureau des guides et des accompagnateurs ».
Ces réseaux sont identifiés par les offices de tourismes et les Syndicats d'Initiative montagnards et des grandes villes de piémont.

D'autres structures associatives participent à l'animation de la profession :
- Association nationale des accompagnateurs en montagne : promotion, communication, relations de presse, partenariats avec les entreprises, organisation d'action et d'événementiels
- Centre de formation des accompagnateurs en montagne : formation continue et gestion de l'action de service public du recyclage obligatoire des professionnels (jusqu'au 1er janvier 2019, date à laquelle l'État, par son établissement ENSM, reprend la main sur l'ensemble des sessions de recyclage pour toute la profession)[9].